# Atelerix
Atelerix (Pomel, 1848) è un genere di mammiferi della famiglia delle erinaceidae.

## Tassonomia
Il genere comprende le seguenti specie:
- Atelerix albiventris (riccio dalle quattro dita)
- Atelerix algirus (riccio algerino)
- Atelerix frontalis (riccio sudafricano)
- Atelerix sclateri (riccio somalo)